# 卡梅倫 (亞利桑那州)
卡梅倫（英語：Cameron）是位於美國亞利桑那州可可尼諾縣的一個人口普查指定地區。根據2010年美國人口普查，該地人口為885人，而該地的面積約為58.54平方千米。

## 地理
卡梅倫的座標為35°52′30″N 111°24′48″W / 35.87500°N 111.41333°W，而該地最高點為海拔高度1281米（即4202英尺）。